# Ferdinand I van León
Ferdinand I (ca. 1016 – León, 27 december 1065), bijgenaamd de Grote, was de tweede zoon van Sancho III van Navarra.
In 1029 werd hij na de dood van zijn oom García II van Castilië, graaf van Castilië, dit werd betwist door zijn zwager Bermudo III van León. Bermudo III sneuvelde in de Slag bij Tamarón in 1037. Ferdinand erfde het Koninkrijk León via zijn vrouw Sancha.
Hij versloeg vervolgens in 1054 bij Burgos zijn broer, koning Garcia III van Navarra, waarbij deze laatste sneuvelde. Ferdinand I veroverde in 1064 Coimbra op de Moren. Ook bracht hij de Moorse koning van Toledo een nederlaag toe en maakte zowel hem als de vorsten van Zaragoza en Badajoz schatplichtig.
Bij zijn dood verdeelde Ferdinand zijn koninkrijk onder zijn drie zonen:
- Castilië aan zijn oudste zoon Sancho (=Sancho II)
- Asturië en Leon aan zijn tweede zoon Alfons (=Alfons VI)
- Galicië en het noordelijk deel van het tegenwoordige Portugal aan zijn jongste zoon Garcia(I)
- Urraca kreeg Zamora
- Elvira kreeg Toro

## Voorouders
| Voorouders van Ferdinand I van León (1016-1065) | Voorouders van Ferdinand I van León (1016-1065)                   | Voorouders van Ferdinand I van León (1016-1065)                   | Voorouders van Ferdinand I van León (1016-1065)                   | Voorouders van Ferdinand I van León (1016-1065)                   | Voorouders van Ferdinand I van León (1016-1065)                   | Voorouders van Ferdinand I van León (1016-1065)                   | Voorouders van Ferdinand I van León (1016-1065)                   | Voorouders van Ferdinand I van León (1016-1065)                   |
| ----------------------------------------------- | ----------------------------------------------------------------- | ----------------------------------------------------------------- | ----------------------------------------------------------------- | ----------------------------------------------------------------- | ----------------------------------------------------------------- | ----------------------------------------------------------------- | ----------------------------------------------------------------- | ----------------------------------------------------------------- |
| Overgrootouders                                 | Sancho II van Navarra (-999) ∞ Urraca Fernández (935-1007)        | Sancho II van Navarra (-999) ∞ Urraca Fernández (935-1007)        | Ferdinand Vermúdez van Cea (-) ∞ Elvira (-)                       | Ferdinand Vermúdez van Cea (-) ∞ Elvira (-)                       | García I Fernandez (-995) ∞ ~960 Ava van Ribagorza (-)            | García I Fernandez (-995) ∞ ~960 Ava van Ribagorza (-)            | Salvator van Castilië-Lara (-) ∞ ? (-)                            | Salvator van Castilië-Lara (-) ∞ ? (-)                            |
| Grootouders                                     | García II van Navarra (964-1000) ∞ Jimena Fernández (-1035)       | García II van Navarra (964-1000) ∞ Jimena Fernández (-1035)       | García II van Navarra (964-1000) ∞ Jimena Fernández (-1035)       | García II van Navarra (964-1000) ∞ Jimena Fernández (-1035)       | Sancho I Garcés (965-1017) ∞ Uracca Salvadores (-)                | Sancho I Garcés (965-1017) ∞ Uracca Salvadores (-)                | Sancho I Garcés (965-1017) ∞ Uracca Salvadores (-)                | Sancho I Garcés (965-1017) ∞ Uracca Salvadores (-)                |
| Ouders                                          | Sancho III van Navarra (990-1035) ∞ Mayor van Castilië (995-1032) | Sancho III van Navarra (990-1035) ∞ Mayor van Castilië (995-1032) | Sancho III van Navarra (990-1035) ∞ Mayor van Castilië (995-1032) | Sancho III van Navarra (990-1035) ∞ Mayor van Castilië (995-1032) | Sancho III van Navarra (990-1035) ∞ Mayor van Castilië (995-1032) | Sancho III van Navarra (990-1035) ∞ Mayor van Castilië (995-1032) | Sancho III van Navarra (990-1035) ∞ Mayor van Castilië (995-1032) | Sancho III van Navarra (990-1035) ∞ Mayor van Castilië (995-1032) |